# Mari-Tureksky (huyện)
Huyện Mari-Tureksky (tiếng Nga: ? райо́н) là một huyện hành chính tự quản (raion), của Cộng hòa Mari El, Nga. Huyện có diện tích 3288 kilômét vuông, dân số thời điểm ngày 1 tháng 1 năm 2000 là 27600 người. Trung tâm của huyện đóng ở Mari-Turek.